# Navette maritime de Marseille
La navette maritime de Marseille est un service de bateau-bus exploité par la RTM et reliant le Vieux-Port de Marseille, l'Estaque, la Pointe-Rouge et les Goudes.

## Histoire
Dans le cadre du plan de déplacements urbains, la communauté urbaine Marseille Provence Métropole a envisagé à partir de 2007 la mise en place de bateaux-bus permettant de relier la ville d'un bout à l'autre par la mer.
C'est dans cette optique que durant l'année 2012 est confié à la RTM l'expérimentation d'une traversée entre le Vieux-Port et la Pointe-Rouge au sud de la ville, afin de valider la viabilité du projet.
Cette ligne transporte plus de 185 000 passagers de mars 2012 à l'automne, soit le double de l'estimation initiale. Face au succès rencontré par cette navette, la ligne est rendue pérenne, et une deuxième ligne vers l'Estaque est créée en 2013. En 2013, ce mode de transport a permis d'effectuer 571 000 voyages.
Depuis 2015, le service fonctionne d'avril à septembre et une troisième liaison est créée entre la Pointe-Rouge et les Goudes entre juin et septembre. Toutefois, la suppression des premières navettes du matin et l'augmentation du prix du ticket de 2,5 € à 5 € provoque la colère d'usagers.

## Lignes
Depuis 2015, trois lignes sont en exploitation :
| Ligne | Caractéristiques | Caractéristiques             | Caractéristiques             | Caractéristiques             | Caractéristiques             | Caractéristiques                              | Caractéristiques                         | Caractéristiques              | Caractéristiques             |
| NAV1  | Vieux-Port ⥋ La Pointe Rouge | Vieux-Port ⥋ La Pointe Rouge | Vieux-Port ⥋ La Pointe Rouge | Vieux-Port ⥋ La Pointe Rouge | Vieux-Port ⥋ La Pointe Rouge | Vieux-Port ⥋ La Pointe Rouge                  | Vieux-Port ⥋ La Pointe Rouge             | Vieux-Port ⥋ La Pointe Rouge  | Vieux-Port ⥋ La Pointe Rouge |
| ----- | --- | ---------------------------- | ---------------------------- | ---------------------------- | ---------------------------- | --------------------------------------------- | ---------------------------------------- | ----------------------------- | ---------------------------- |
| NAV1  | Ouverture / Fermeture 25 avril / 27 septembre | Longueur —                   | Durée 30-40 min              | Nb. d’arrêts 2               | Matériel —                   | Jours de fonctionnement L, Ma, Me, J, V, S, D | Jour / Soir / Nuit / Fêtes O / O / N / O | Voy. / an —                   | Dépôt —                      |
| NAV1  | Desserte : Vieux-Port La Pointe-Rouge |                              |                              |                              |                              |                                               |                                          |                               |                              |
| NAV1  | Autre : Départs - du Vieux-Port toutes les heures de 8 h à 19 h, - de la Pointe-Rouge, toutes les heures de 7 h à 19 h, - en été trois départs supplémentaires de chaque port : 20 h, 21 h et 22 h.                                   |                              |                              |                              |                              |                                               |                                          |                               |                              |
| NAV1  | Dernière actualisation : — |                              |                              |                              |                              |                                               |                                          |                               |                              |
| NAV2  | Vieux-Port ⥋ L'Estaque | Vieux-Port ⥋ L'Estaque       | Vieux-Port ⥋ L'Estaque       | Vieux-Port ⥋ L'Estaque       | Vieux-Port ⥋ L'Estaque       | Vieux-Port ⥋ L'Estaque                        | Vieux-Port ⥋ L'Estaque                   | Vieux-Port ⥋ L'Estaque        | Vieux-Port ⥋ L'Estaque       |
| NAV2  | Ouverture / Fermeture Toute l'année / — | Longueur —                   | Durée 40 min                 | Nb. d’arrêts 2               | Matériel —                   | Jours de fonctionnement L, Ma, Me, J, V, S, D | Jour / Soir / Nuit / Fêtes O / O / N / O | Voy. / an 132 500 (été 2 019) | Dépôt —                      |
| NAV2  | Desserte : Vieux-Port L'Estaque |                              |                              |                              |                              |                                               |                                          |                               |                              |
| NAV2  | Autre : Départs - un départ du Vieux-Port toutes les heures de 8 h 30 à 19 h 30, - un départ de l'Estaque toutes les heures de 7 h 30 à 19 h 30, - en été trois départs supplémentaires de chaque port : 20 h 30, 21 h 30 et 22 h 30. |                              |                              |                              |                              |                                               |                                          |                               |                              |
| NAV2  | Dernière actualisation : — |                              |                              |                              |                              |                                               |                                          |                               |                              |
| NAV3  | La Pointe-Rouge ⥋ Les Goudes | La Pointe-Rouge ⥋ Les Goudes | La Pointe-Rouge ⥋ Les Goudes | La Pointe-Rouge ⥋ Les Goudes | La Pointe-Rouge ⥋ Les Goudes | La Pointe-Rouge ⥋ Les Goudes                  | La Pointe-Rouge ⥋ Les Goudes             | La Pointe-Rouge ⥋ Les Goudes  | La Pointe-Rouge ⥋ Les Goudes |
| NAV3  | Ouverture / Fermeture 27 juin / 27 septembre | Longueur —                   | Durée —                      | Nb. d’arrêts 2               | Matériel —                   | Jours de fonctionnement L, Ma, Me, J, V, S, D | Jour / Soir / Nuit / Fêtes O / O / N / O | Voy. / an —                   | Dépôt —                      |
| NAV3  | Desserte : La Pointe-Rouge Les Goudes |                              |                              |                              |                              |                                               |                                          |                               |                              |
| NAV3  | Autre : Départs - 9 départs par jour de la Pointe-Rouge (de 9 h 15 à 19 h 35) - 9 départs par jour des Goudes (de 9 h 45 à 20 h 30)                                                                                                   |                              |                              |                              |                              |                                               |                                          |                               |                              |
| NAV3  | Dernière actualisation : — |                              |                              |                              |                              |                                               |                                          |                               |                              |